# Лусаил (стадион)
Стадион „Лусаил“ (на арабски: ملعب لوسيل الدولي) е футболен стадион в Лусаил, Катар. Стадионът ще бъде домакин на финалния мач на Световното първенство по футбол през 2022 г.
Стадион „Лусаил“, собственост на Катарската футболна асоциация, е най-големият стадион в Катар и един от осемте стадиона, подготвени за Световното първенство по футбол през 2022 г.
Стадионът се намира на около 23 км северно от столицата Доха. Тържествено открит е на 9 септември 2022 г. с мача за Суперкупата на Лусаил.

## История
Процесът на възлагане на обществени поръчки за конструкцията на стадиона започва през 2014 г. Стадионът е построен съвместно от HBK Contracting (HBK) и China Railway Construction Corporation (CRCC).
Стадионът е проектиран от британската фирма Foster + Partners и Populous, с план да бъде готов до 2020 г. Подобно на другите стадиони, планирани за Световното първенство през 2022 г., „Лусаил“ ще се охлажда със слънчева енергия без въглеродни емисии.
Строителството започва на 11 април 2017 г. Краят първоначално е планиран за 2020 г. Тогава той трябва да бъде домакин на три приятелски мача до Световното първенство през 2022 г., но тъй като завършването е отложено, впоследствие той ще бъде домакин на 10 мача, включително финала.
След Световното първенство се очаква той да бъде преконфигуриран в стадион с 40 000 места. Излишните седалки ще бъдат премахнати, а други части от сградата ще бъдат преназначени като обществено пространство с магазини, кафенета, спортни и образователни съоръжения и здравно заведение.
Подобно на други стадиони, построени за Световното първенство по футбол през 2022 г., стадион „Лусаил“ получава пет звезди на 16 август 2022 г. за своя дизайн и конструкция от GSAS.
В доклад от септември 2021 г. Amnesty International критикува Катар, че не разследва смъртта на работници мигранти.
През септември 2022 г. Amnesty публикува резултатите от анкета сред над 17 000 футболни фенове от 15 държави, които показват, че 73% подкрепят ФИФА да компенсира работниците мигранти в Катар за нарушения на човешките права. ФИФА излиза с изявление след анкетата на Amnesty, в което цитира подобренията, което са направени за работниците мигранти.

## Мачове от Мондиал 2022
| #  | Дата        | Съперник 1       | Резултат  | Съперник 2       | Турнир       |
| -- | ----------- | ---------------- | --------- | ---------------- | ------------ |
| 1  | 22 ноември  | Аржентина        | 1-2       | Саудитска Арабия | Групова фаза |
| 2  | 24 ноември  | Бразилия         | 2-0       | Сърбия           | Групова фаза |
| 3  | 26 ноември  | Аржентина        | 2-0       | Мексико          | Групова фаза |
| 4  | 28 ноември  | Португалия       | 2-0       | Уругвай          | Групова фаза |
| 5  | 30 ноември  | Саудитска Арабия | 1-2       | Мексико          | Групова фаза |
| 6  | 2 декември  | Камерун          | 1-0       | Бразилия         | Групова фаза |
| 7  | 6 декември  | Португалия       | 6-1       | Швейцария        | 1/8 финал    |
| 8  | 9 декември  | Нидерландия      | 2(3)-2(4) | Аржентина        | 1/4 финал    |
| 9  | 13 декември | Аржентина        | 3-0       | Хърватия         | Полуфинал    |
| 10 | 18 декември | Аржентина        | 3(4)-3(2) | Франция          | Финал        |